# Leonie Maier
Leonie Maier (Stuttgart, 29 september 1992) is een voetbalspeelster uit Duitsland. Ze speelt als verdediger voor VfB Stuttgart in de Regionalliga Süd. Voorheen kwam ze uit voor het Duitse nationale team.

## Clubcarrière

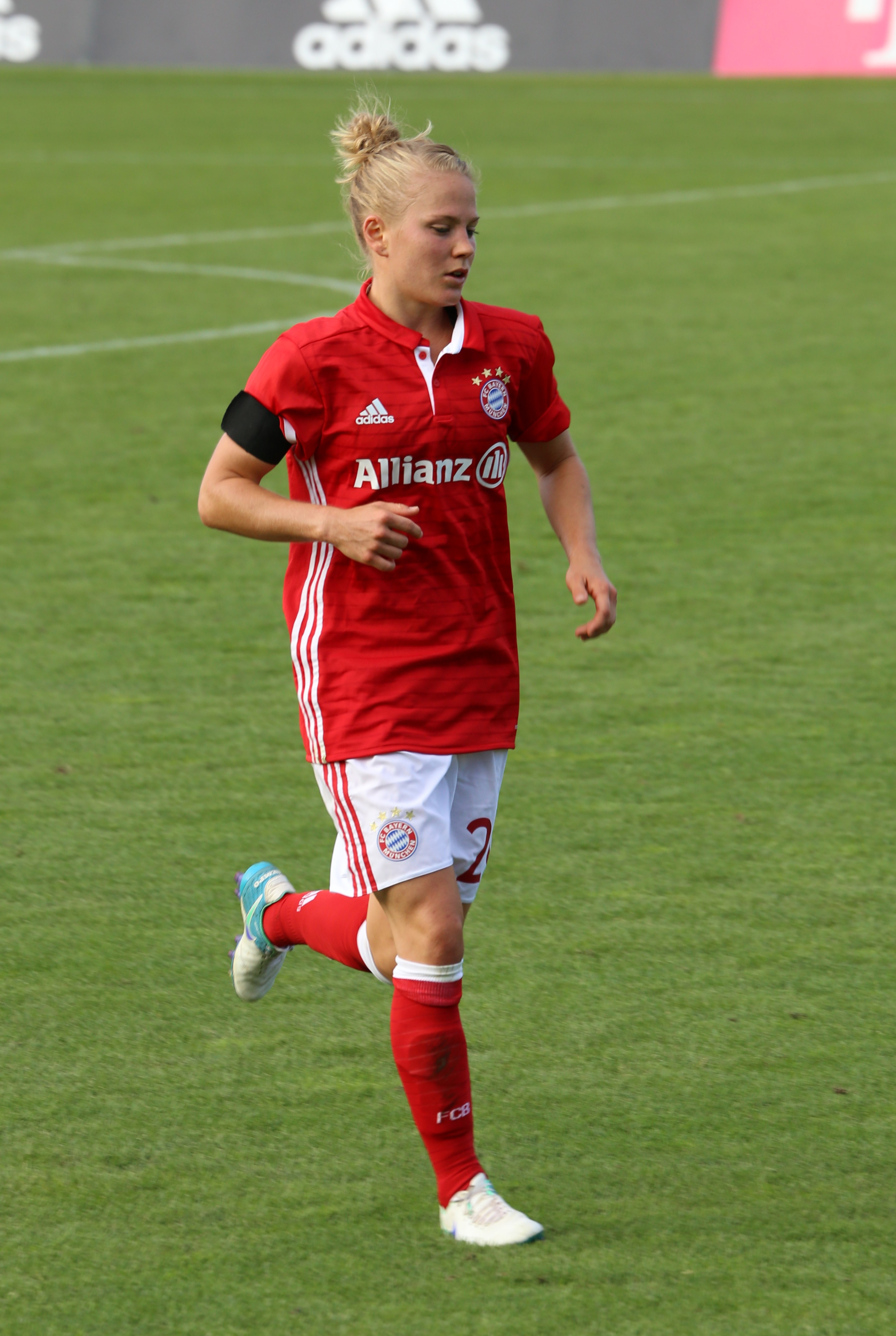
Maier bij FC Bayern München in 2016

Maier begon haar profcarrière bij VfL Sindelfingen in de tweede Bundesliga. Ze speelde twee seizoenen voor deze club waarin ze negen doelpunten maakte in 31 optredens. Vanaf 2020 kwam Maier drie seizoenen uit voor SC 07 Bad Neuenahr waarin ze 65 competitiewedstrijden speelde en daarin twee doelpunten maakte. Na het overlijden van de clubpresident van de club trok SC 07 Bad Neuenahr haar licentie in en liet Maier de club achter zich. Vervolgens tekende Maier een contract bij FC Bayern München. In de seizoenen 2014/15 en 2015/16 werd ze met de Beierse club landskampioen van de Bundesliga. In vier seizoenen maakte Maier vier doelpunten in 92 wedstrijden in de hoofdmacht van FC Bayern München.
Op 31 mei 2019 ging Maier haar eerste buitenlandse avontuur aan door een contract te tekenen bij Arsenal. In twee seizoenen kwam ze tot 25 optredens voor de Londense club. In juli 2021 tekende Maier een tweejarig contract bij competitiegenoot Everton FC. Tijdens haar debuutwedstrijd tegen Birmingham City maakte ze gelijk haar eerste doelpunt voor de club uit Liverpool.
In de zomer van 2023 keerde Maier terug naar haar geboorteland Duitsland waar ze zich bij TSG 1899 Hoffenheim voegde. In april 2024 maakte Maier bekend na het seizoen 2023/24 te stoppen met voetballen.
Maier kwam terug op haar beslissing en vervolgens haar carrière in haar geboortestad Stuttgart bij VfB Stuttgart. Ze tekende een eenjarig contract. Aan het einde van het seizoen 2024/25 maakte Maier bekend definitief te gaan stoppen met voetballen.

## Statistieken
| Seizoen | Club                | Land      | Competitie        | Wedstrijden | Doelpunten |
| ------- | ------------------- | --------- | ----------------- | ----------- | ---------- |
| 2009/10 | VfL Sindelfingen    | Duitsland | Tweede Bundesliga | 21          | 0          |
| 2010/11 | SC 07 Bad Neuenahr  | Duitsland | Bundesliga        | 21          | 2          |
| 2011/12 | SC 07 Bad Neuenahr  | Duitsland | Bundesliga        | 22          | 0          |
| 2012/13 | SC 07 Bad Neuenahr  | Duitsland | Bundesliga        | 22          | 5          |
| 2013/14 | FC Bayern München   | Duitsland | Bundesliga        | 12          | 1          |
| 2014/15 | FC Bayern München   | Duitsland | Bundesliga        | 13          | 0          |
| 2015/16 | FC Bayern München   | Duitsland | Bundesliga        | 18          | 0          |
| 2016/17 | FC Bayern München   | Duitsland | Bundesliga        | 17          | 0          |
| 2017/18 | FC Bayern München   | Duitsland | Bundesliga        | 18          | 2          |
| 2018/19 | FC Bayern München   | Duitsland | Bundesliga        | 14          | 1          |
| 2019/20 | Arsenal             | Engeland  | Super League      | 13          | 0          |
| 2020/21 | Arsenal             | Engeland  | Super League      | 12          | 0          |
| 2021/22 | Everton FC          | Engeland  | Super League      | 15          | 1          |
| 2022/23 | Everton FC          | Engeland  | Super League      | 9           | 1          |
| 2023/24 | TSG 1899 Hoffenheim | Duitsland | Bundesliga        | 6           | 0          |
| Totaal  | Totaal              | Totaal    | Totaal            | 237         | 15         |

Laatste update: 25 mei 2025

## Interlandcarrière
Maier debuteerde in 2013 voor het Duitse nationale team. Op 19 juli 2013 maakte ze in een vriendschappelijke wedstrijd tegen Canada haar eerste interlanddoelpunt. Maier maakte in 53ste minuut het enige doelpunt van de wedstrijd.
Met Duitsland was ze actief op het WK 2015, waar ze met haar land de vierde plaats behaalde, de Olympische Zomerspelen 2016, waar ze een gouden medaille wist te winnen, het EK 2017 en het WK 2019.

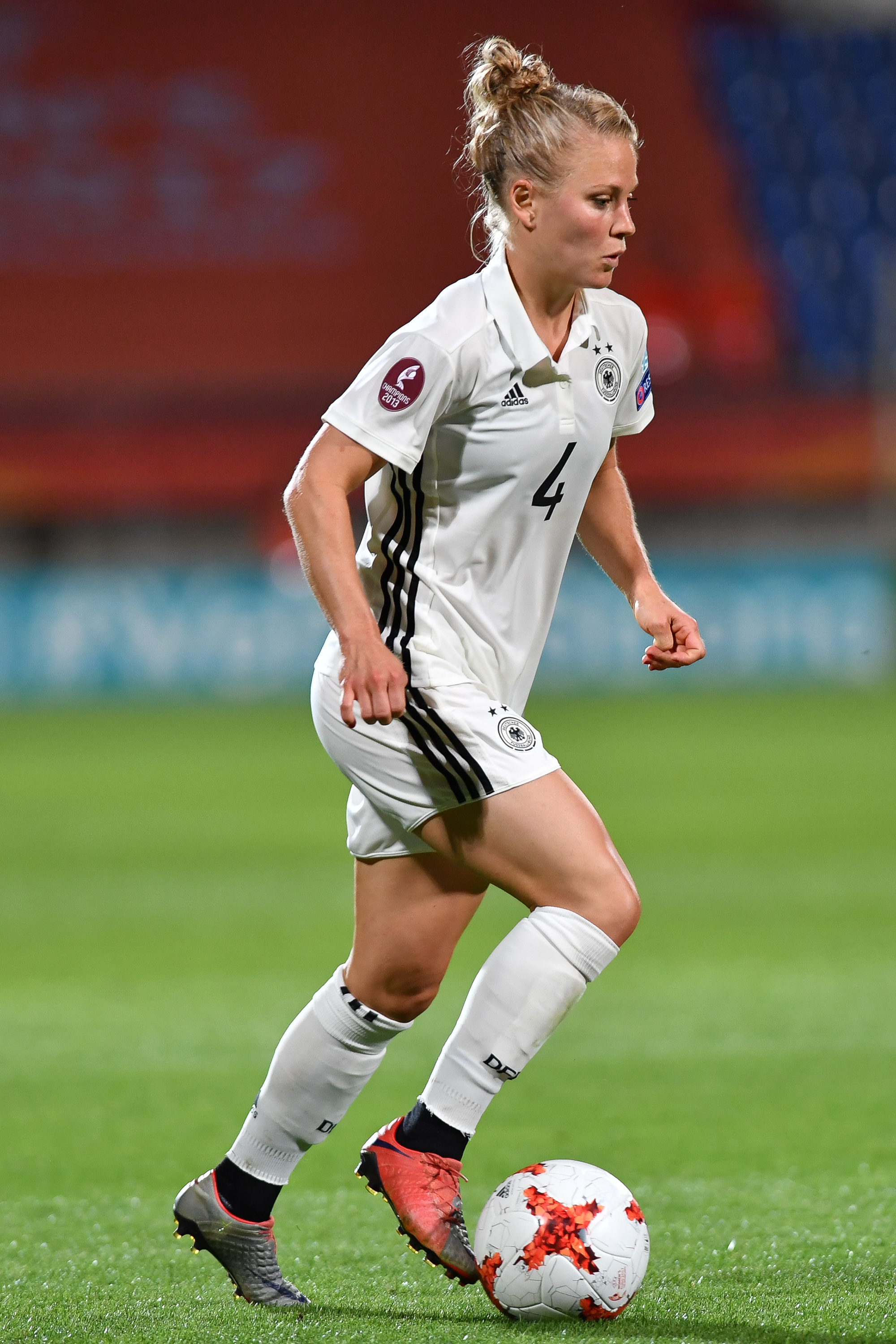
Maier in 2017

Maier maakte in februari 2023 bekend te stoppen als Duits international.